# Winzip
Winzip, ofta skrivet WinZip, är ett datakomprimeringsprogram för Microsoft Windows och Mac utvecklat av företaget Winzip Computing som ägs av Corel Corporation. Det använder PKWARE:s PKZIP-format, och kan också hantera ett antal andra komprimeringsformat. Det distribueras bland annat som shareware och har funnits på marknaden sedan början av 1990-talet.
Nyare versioner av Winzip har även ytterligare funktioner såsom konvertering mellan filformat, filmärkning med vattenstämpel samt integrering med molntjänster och sociala nätverk.